# Пертика Баса
Пѐртика Ба̀са (на италиански: Pertica Bassa, на източноломбардски: Pértega Basa, Пертега Баса) е село и община в Северна Италия, провинция Бреша, регион Ломбардия. Разположено е на 511 m надморска височина. Населението на общината е 656 души (към 2013 г.).